# Géographe
Pour les articles homonymes, voir Géographe (homonymie).
 (novembre 2013).
Le géographe est un spécialiste pratiquant ou enseignant la géographie. Il étudie la Terre, ses paysages, son environnement, son fonctionnement, ses habitants, et son évolution. Au XXIe siècle, il est de plus en plus sollicité à propos des problèmes d’urbanisme, d’environnement et d’aménagement du territoire. Dans tous ces domaines, il a compétence pour analyser la faisabilité, les coûts ou l'impact sur l’environnement, établir des diagnostics et proposer des solutions concrètes.

## Missions
Les missions du géographe varient selon leur statut, qu'il soit généraliste ou spécialiste.
L'urbaniste Pierre Merlin précise que « les géographes ont souvent eu tendance à considérer, en France notamment, l'aménagement (et en particulier l'aménagement urbain, voire l'urbanisme) comme un prolongement naturel de leur discipline. Il s'agit en fait de champs d'action pluridisciplinaires par nature qui ne sauraient être l'apanage d'une seule discipline quelle qu'elle soit. Mais la géographie, discipline de l'espace à différentes échelles, est concernée au premier chef ». 
Selon les auteurs et les pays, les termes d'urbaniste et d'aménageur recouvrent la même réalité.
Les principaux métiers de la géographie sont les suivants :

### Géographe de l'enseignement et de la recherche

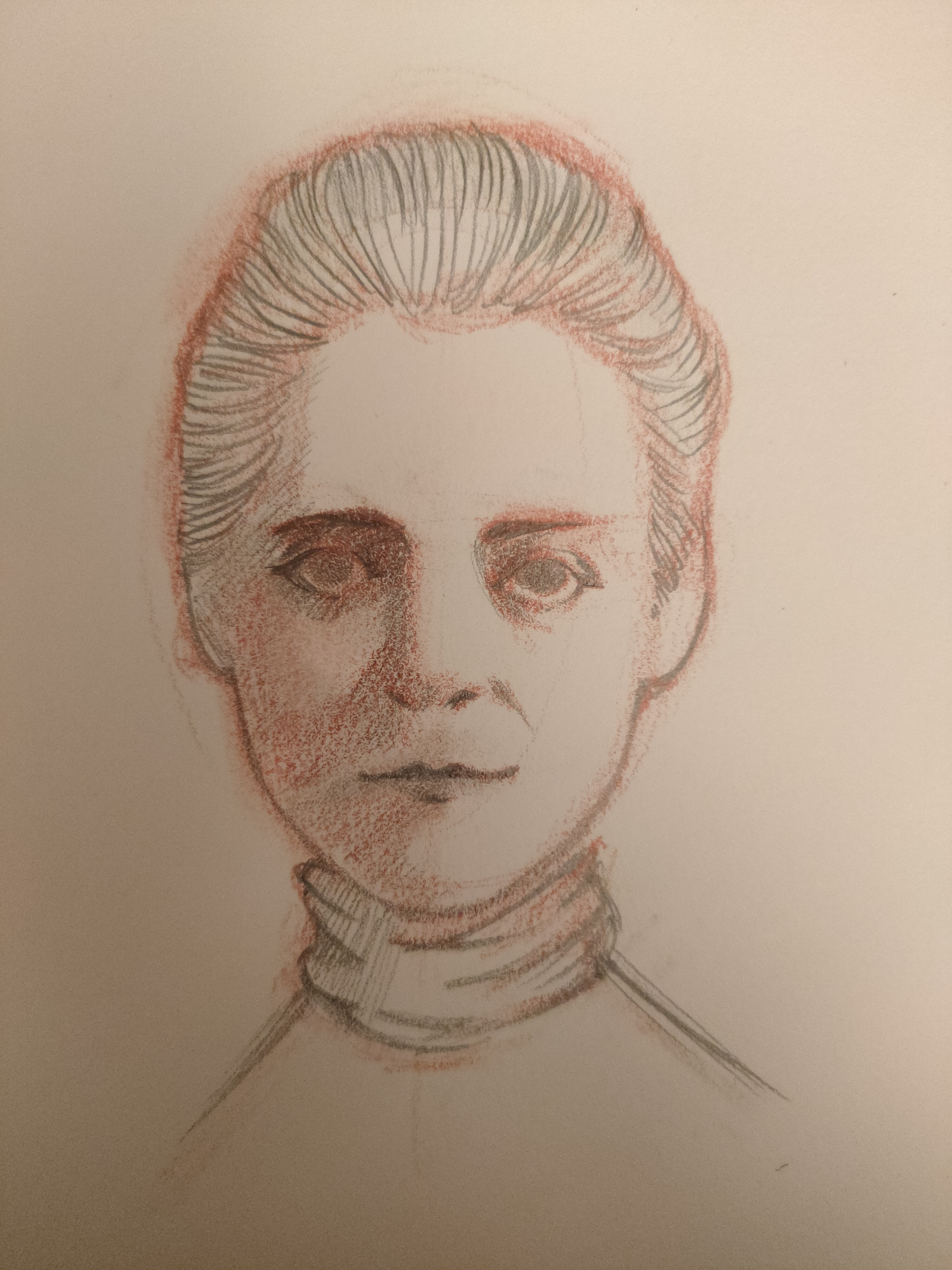
Martha Krug-Genthe, première femme docteure en géographie au monde en 1901

Le géographe de l'enseignement et de la recherche intervient essentiellement en tant que chercheur, maître de conférences, expert ou professeur.
Marguerite Lefèvre (1894-1967) est la première  femme à soutenir une thèse de géographie en France.  Ellen Churchill Semple (1863-1932) est en 1891, la première étudiante connue pour avoir assisté à un cours universitaire de géographie à Leipzig. En 1899 à Heidelberg, Martha Krug-Genthe est la première femme à obtenir un doctorat  de géographie ; en France, Jacqueline Beaujeu-Garnier est la première à obtenir ce titre en 1948. À Paris, en 1875, Clémence Royer (1830-1902) est la première géographe assistant au Congrès international de géographie.
Zonia Baber, (1862-1956) développe  des méthodes pour l'enseignement de la géographie. Ses travaux mettent l'accent sur l'apprentissage par le terrain et l'expérimentation, .

### Géographe «professionnel»
Le géographe « professionnel » intervient dans des domaines techniques et spécifiques de la géographie en tant que technicien (expert, généraliste, spécialiste) ou conseil.

#### Géographie humaine
- Aménageur : spécialiste en aménagement du territoire (urbanisme, développement économique, transport, environnement, paysage...)
- Géopolitologue : spécialiste de l'étude de la géopolitique[6]
- Urbaniste : spécialiste de l'urbanisme (espaces urbains, planification territoriale)[7]
- Géographe social : spécialistes de politiques territoriales dans leurs dimensions sociales et sociologiques

#### Géographie physique
- Climatologue : spécialiste de la climatologie
- Géomorphologue : spécialiste de la géomorphologie
- Glaciologue : spécialiste de la glaciologie
- Hydrologue : spécialiste de l'hydrologie
- Océanographe : spécialiste de l'océanographie
- Pédologue : spécialiste de la pédologie

#### Géographie mathématique
- Cartographe : spécialiste de la cartographie
- Géomaticien : spécialiste de la géomatique
- Topographe : spécialiste de la topographie[8]

### Géographe de l'armée
Le géographe de l'armée est un professionnel chargé de réaliser la topographie et la cartographie militaire. La géographie de l'armée est aussi une nécessité stratégique.

## Compétences
La finalité du métier de géographe en dehors des métiers de l'enseignement est avant tout de produire de l'information dans l'objectif de conseiller des collectivités territoriales, des États, ou des groupes particuliers.

### Diagnostic
Il se traduit par une première étape d'analyse débouchant par la réalisation d'un diagnostic (territorial, paysager, climatique, etc.) à travers des données quantitatives et qualitatives (enquêtes de terrains, études, etc.). Le diagnostic peut-être transversale ou spécifique à une thématique particulière.

### Scénarios stratégiques
En fonction de l'analyse produite, il définit plusieurs scénarios (souvent entre 3 et 5 scénarios) et peut réaliser également des plans d'actions s'il effectue des missions opérationnelles (par exemple en tant qu'aménageur ou urbaniste).

### Rapport
Il finit par concevoir un rapport avec le contenu détaillé et parfois un contenu synthétique qui permet d'aider les décisionnaires à prendre leurs responsabilités. 
Le géographe est donc un métier qui est proche du monde politique mais son action s'arrête à la simple information que l'on appelle conseil ou expertise.

## Formations
En France, les principaux débouchés au métier de géographe sont ceux possédant la mention Géographie et Aménagement de niveau bac + 5 et bac + 8, qui conduisent essentiellement aux métiers de l'enseignement, voire de généraliste ou de spécialiste dans certains domaines.
Les autres mentions comme l'urbanisme et l'aménagement, amènent les géographes à agir dans des domaines précis. Au Québec, le baccalauréat, la maîtrise et le doctorat en géographie offrent plusieurs spécialisations dans le domaine et conduisent au métier de géographe.

## Géographes célèbres

### Géographes français

#### XVIesiècle
- Oronce Fine (1494-1555), mathématicien, astronome et cartographe

#### XVIIesiècle
- Dominique Parrenin (1665-1741), jésuite et cartographe de l'empereur Kangxi
- Guillaume Delisle (1675-1726), cartographe

#### XVIIIesiècle
- Gilles Robert de Vaugondy (1688-1766), géographe
- Jean de Beaurain (1696-1771)
- Jean-Baptiste Bourguignon d'Anville (1697-1782), cartographe et ingénieur géographe
- Georges-Louis Le Rouge, (1707-1790), cartographe et ingénieur
- César-François Cassini, Cassini III (1717-1784)
- Louis Charles Desnos, (1725-1805), géographe et libraire
- Rigobert Bonne (1727-1795), géographe et cartographe
- Mathias Robert de Hesseln (1733-?) géographe de la ville de Paris
- Pierre de Belleyme (1747-1819), ingénieur géographe
- Jean-Dominique Cassini, Cassini IV (1748-1845)
- Louis-Alexandre Berthier (1753-1815), ingénieur géographe
- Louis Brion de la Tour, (1756-1823), géographe et démographe
- Jean-Denis Barbié du Bocage (1760-1825), fondateur en 1821 de la Société de géographie (française)
- Pierre Simonel (1760-1810)
- Pierre Jacotin (1765-1827), colonel ingénieur géographe, membre de l'Institut d'Égypte
- Conrad Malte-Brun (1775-1826)

#### XIXesiècle
- Victor Adolphe Malte-Brun (1816-1889)
- Victor Levasseur
- Pierre Émile Levasseur (1828-1911)
- Élisée Reclus (1830-1905), géographie sociale
- François Perrier, général (1833,1888)
- Pierre Foncin (1841-1916)
- Franz Schrader (1844-1924)
- Paul Vidal de la Blache (1845-1918)
- Charles de Foucauld (1858-1916)
- Christian Garnier (1872-1898)
- Emmanuel de Martonne (1873-1955)
- Raoul Blanchard (1877-1965)
- Charles V. Monin (it) (-1880)

#### XXesiècleetXXIesiècle
- Jacqueline Beaujeu-Garnier, géographie urbaine et de la population
- Roger Brunet, géographie humaine
- Jacqueline Coutras, géographie du genre
- André Cailleux, géographie physique, géologie
- Paul Claval, géographie culturelle
- Max Derruau, géographie physique, géographie humaine
- Olivier Dollfus, géographie humaine
- Guy Di Méo, géographie sociale
- André Guilcher, géographie de la mer
- Yves Lacoste, géographie politique et géopolitique
- Jacques Lévy, géographie humaine
- Michel Lussault, géographie urbaine
- Doreen Massey, géographie urbaine
- Louis Papy, fondateur des Cahiers d'Outre-Mer
- Roland Paskoff, géographie du littoral
- Denise Pumain, géographie urbaine
- Violette Rey, géographie européenne
- Thérèse Saint-Julien, géographie urbaine, aménagement du territoire
- Lena Sanders, géographie urbaine, analyse spatiale
- Jean Tricart, géographie physique
- Anne-Laure Amilhat Szary, géographie des frontières
- Jean-Christophe Victor, géographe fondateur du LEPAC et présentateur de l'émission Le Dessous des cartes